# Ievlakh
Yevlax (en azéri : [ jevˈlɑx] ; transcrit aussi en Yevlakh) est une ville d'Azerbaïdjan et le chef-lieu administratif du raïon d'Yevlax. Sa population s'élevait à 58 700 habitants en 2012.

## Géographie
Yevlax est arrosée par le fleuve Koura et se trouve à 109 km à l'est de Gandja et à 220 km à l'ouest de Bakou.

## Histoire
L'origine de la ville remonte au XIIe. En 1935, Ievlakh devient le centre administratif du raïon de Ievlakh. Le 1er février 1939, Ievlakh accède au statut de ville. En 1962, le raïon de Ievlakh est supprimé puis est restauré en 1965. La même année commence la construction de plusieurs usines, à la suite de la décision du comité central du Parti communiste d'Azerbaïdjan de faire de Ievlakh une ville industrielle.

## Population
Recensements (*) ou estimations de la population :
| 1923* | 1926* | 1939*  | 1959*  | 1970*  |
| ----- | ----- | ------ | ------ | ------ |
| 1 019 | 1 231 | 10 837 | 20 368 | 29 462 |

| 1979*  | 1989*  | 1999*  | 2010   | 2012   |
| ------ | ------ | ------ | ------ | ------ |
| 33 874 | 45 719 | 52 500 | 59 036 | 58 700 |

## Transports
Ievlakh se trouve sur la route européenne 60, qui relie Brest, en France, à Irkechtam, au Kirghizistan. La section azerbaïdjanaise de la route E60 s'appelle M2 et relie la frontière géorgienne à Bakou.
Ievlakh possède une importante gare ferroviaire et un aéroport.

## Économie
Industrie agro-alimentaire

## Sport
Le FK Karvan est un ancien club azerbaïdjanais de football fondé en 2004 et disparu en 2014, basé dans la ville de Yevlakh.

## Personnalités
- Le théologien orthodoxe russe, philosophe, mathématicien, inventeur et néo-martyr Paul Florensky (1882-1937) y est né.
- L'homme politique et recteur d'université Ilham Madatov (1952-) y est né.